# Aureoboletus projectellus
Aureoboletus projectellus är en svampart, närmare bestämt en sopp inom familjen Boletaceae. Den förekommer ursprungligen i Nordamerika men har sedan 2000-talet även rapporterats från Östersjöområdet i Europa, bland annat i Polen 2010, på Bornholm 2014 och på Öland 2017. Den bildar mykorrhiza med tallar.

## Taxonomi
Arten beskrevs första gången 1938 av den amerikanska mykologen William Alphonso Murrill under det vetenskapliga namnet Ceriomyces projectellus, utifrån exemplar insamlade i Lynchburg, Virginia. 1945 flyttade Rolf Singer arten till släktet Boletellus och 2015 flyttade Roy Halling den till släktet Aureoboletus baserat på DNA-studier.

## Habitat och utbredning
Fruktkroppar av Aureoboletus projectellus växer enstaka, utspridda eller i små grupper och mycelet bildar mykorrhiza med tallar. I Nordamerika förekommer den från östra Kanada (New Brunswick), söderut till North Carolina och västerut till Michigan. Den har även hittats i Mexiko. Arten rapporterades första gången från Europa 2011 (av fynd gjorda 2009 på Kuriska näset). De första fynden gjordes utmed Östersjöns stränder men sedan 2014 har den spridit sig. De flesta observationerna har gjorts i Lettland, Litauen och Polen. Funnen i Finland första gången 2023.